# Pelikaankerk
De Pelikaankerk is een kerkgebouw van de protestantse gemeente in Leeuwarden. De kerk is oorspronkelijk een gereformeerde kerk en behoort sinds 1 mei 2004 tot de Protestantse Kerk in Nederland. De Pelikaankerk werd in 2015 het kerkgebouw van de Protestantse Gemeente van Bijzondere Aard en werd eigendom van de Stichting Behoud Gereformeerd Erfgoed Leeuwarden. 

## Geschiedenis
Het kerkgebouw is ontworpen door de architect Egbert Reitsma (1892-1976). Op 1 oktober 1931 werd de eerste steen gelegd en op 19 juli 1932 werd de kerk in gebruik genomen met lezingen en een orgelconcert. De architectuur was vernieuwend, deed recht aan de omgeving en was geheel eigen, typeringen die voortkomen uit Reitsma's lidmaatschap aan de Groninger kunstkring De Ploeg.

### Kerksluitingskwestie 2008-2015
In 2009 maakte de Algemene Kerkenraad van Leeuwarden bekend dat het voornemens was vier van de zeven PKN-kerken te sluiten. Het besluit leidde tot grote onrust in de kerkelijke gemeente. Het stak veel gelovigen dat beide monumentale kerken, zowel de Koepelkerk als de Pelikaankerk, gesloten moesten worden omdat het beter zou passen in een "financieel meerjarenperspectief", terwijl er anderzijds EUR 850.000 uitgetrokken werd voor de verbouw van de Open Hofkerk, een bouwwerk uit de jaren 60 zonder bijzondere uitstraling. Met de sluiting van de vier kerken zou de Protestantse Gemeente Leeuwarden bovendien in één klap alle oorspronkelijk gereformeerde kerken sluiten. Na sluiting zouden de beide voormalige Nederlands Hervormde kerken, de Grote of Jacobijnerkerk en de Open Hofkerk, en de Schakel, een moderne kerk uit de jaren 80, resteren. Een andere punt van kritiek vormt het ontbreken van een geografische spreiding van kerken in de stad na de kerksluiting.
Ondanks de vele protesten vanuit de gemeente blijft de Algemene Kerkenraad bij het besluit dat de Koepelkerk en Pelikaankerk haar deuren moeten sluiten. De kerkelijke gemeenten tekenen echter verzet aan.
Op 14 oktober 2012 maakte de protestantse Pelikaanwijkgemeente bekend dat men een zelfstandige positie wil innemen binnen de Protestantse Kerk in Nederland. Uit onderzoek bleek dat de overgrote meerderheid het plan van de wijkgemeente steunt en van plan waren af te haken als het gebouwenbesluit van de Algemene Kerkenraad zou worden uitgevoerd.

### Vrienden van de Pelikaankerk
In 2012 hebben enthousiaste leden van de wijkgemeente de stichting "Vrienden van de Pelikaankerk" opgericht. De stichting maakt zich sterk voor het behoud van het gebouw en wil het monument meer onder de aandacht brengen bij het publiek.

### Stichting Behoud Gereformeerd Erfgoed Leeuwarden
De Pelikaankerk werd in mei 2015 verkocht aan de Stichting Behoud Gereformeerd Erfgoed Leeuwarden.

### Protestantse Gemeente van Bijzondere Aard
Een deel van de leden van de Pelikaankerk en de Koepelkerk wilde verder als een Protestantse Gemeente van Bijzondere Aard (PGBA). De landelijke synode van de Protestantse Kerk in Nederland ging in juli 2015 akkoord met de splitsing van de Protestantse Gemeente in Leeuwarden.

## Orgel
Het kerkorgel is gebouwd door Valckx & Van Kouteren en nog geheel in originele toestand van 1932. De orgelkas, ontworpen door architect Reitsma, is open gelaten, waardoor het front bestaat uit een driehoekig veld van pijpen. Het tweemanuaals orgel sluit goed aan bij de architectuur van de kerk en valt daarom ook onder de monumentale status van de kerk.
Hieronder volgt de dispositie:
| Hoofdwerk C-g’’’ |     |
| Bourdon          | 16' |
| Prestant         | 8'  |
| Holpijp          | 8'  |
| Flute harmonique | 8'  |
| Octaaf           | 4'  |
| Fluit            | 4'  |
| Octaaf           | 2'  |
| Mixtuur/cornet   | 3'  |
| Trompet          | 8'  |

| Zwelwerk C-g’’’ |    |
| Holpijp         | 8' |
| Viola di Ganba  | 8' |
| Violon          | 8' |
| Fluit           | 4' |
| Woudfluit       | 2' |
| Sexquialter     |    |
| Dulciaan        | 8' |
| Tremulant       |    |

| Pedaal C-f’ |     |
| Subbas      | 16' |
| Octaaf      | 8'  |
| Gedekt      | 8'  |
| Octaaf      | 4'  |
| Fagot       | 16' |

8 speelhulpen, generaal crescendo

## Luidklok
In de toren bevindt zich 1 luidklok. Deze klok werd in 1935 gegoten door klokkengieterij John Taylor & co in Loughborough, Verenigd Koninkrijk. Deze klok werd in de Tweede Wereldoorlog afgevoerd door de Duitsers. In 1953 leverde klokkengieterij Van Bergen een nieuwe klok voor de kerk. 